# Erdfarbe

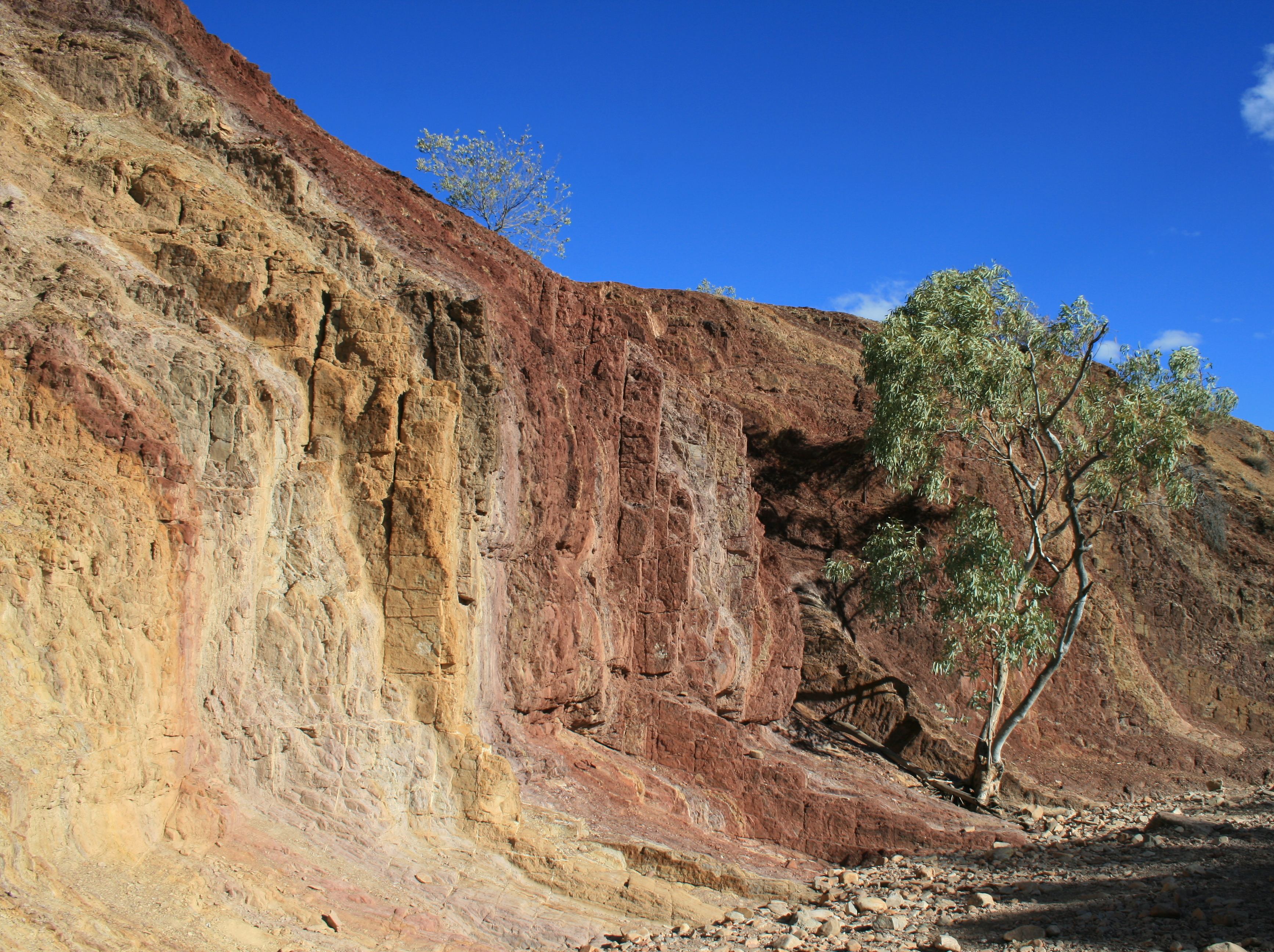
Ein Abbau von Ocker-Erdfarben durch Aborigines im Zentrum Australiens

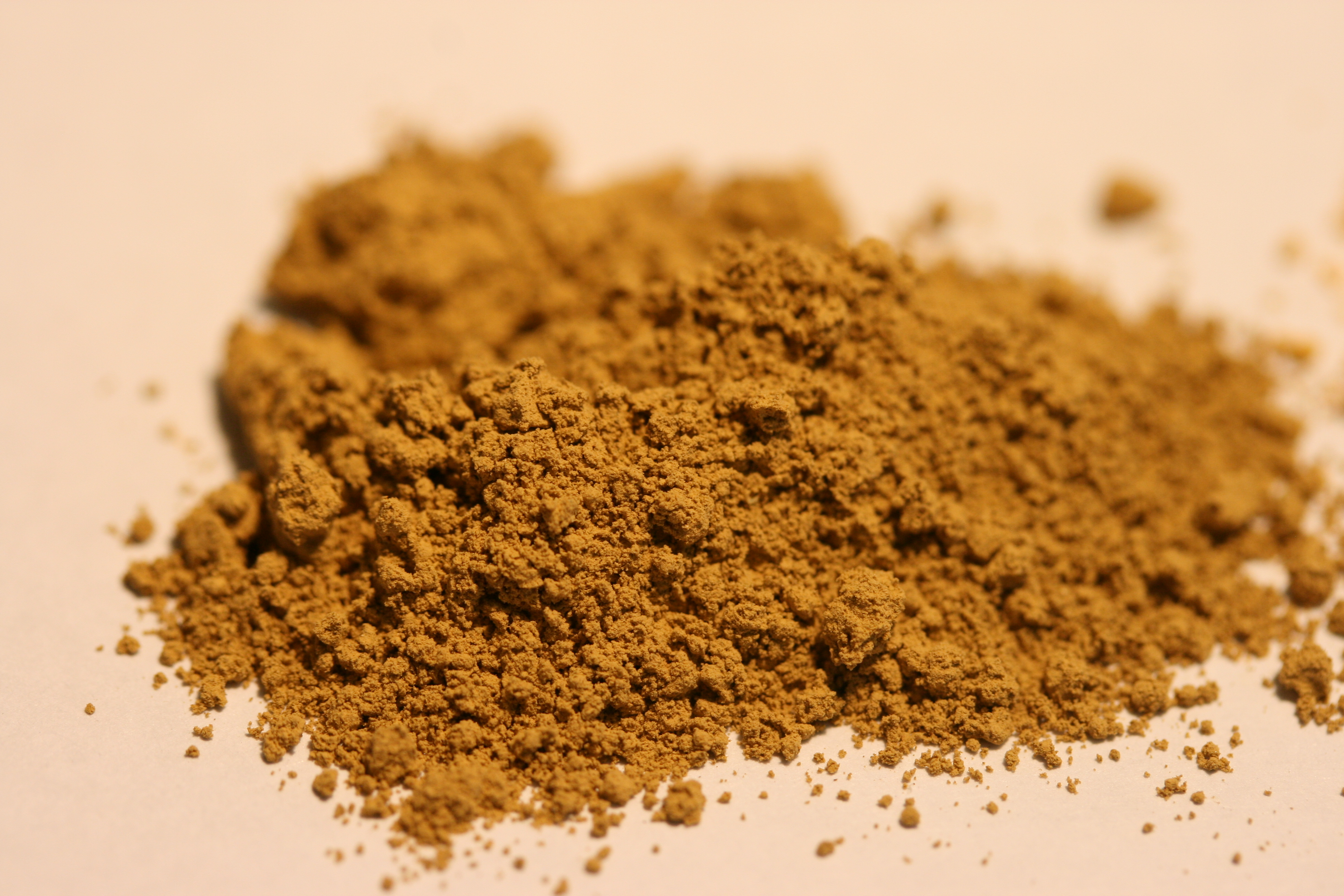
Ockerpigment (Hellocker)

Erdfarben sind anorganische Pigmente. Sie werden durch Mahlen aus farbigen Mineralen oder Mineralgemischen gewonnen. Durch Brennen lässt sich bei einzelnen die Farbe verändern. So wird Gelber Ocker durch Erhitzen rot (Roter Ocker). Häufig verwendete Erdfarben sind Ocker, Grünerde, Rötel, Terra di Siena, Umbra, Kreide und Zinnober.
Manche Erdfarben sind Varianten von Eisenoxiden aus natürlichen Vorkommen.

## Eigenschaften
Erdfarben sind lichtbeständig, preisgünstig und gehören  zu den am häufigsten in der Ölmalerei verwendeten Pigmenten.

## Früher Nachweis
Erdpigmente wurden in prähistorischen Felszeichnungen und Höhlenmalereien nachgewiesen.